# Return to Paradise (Elton John)
Return to Paradise è un brano composto ed interpretato dall'artista britannico Elton John; il testo è di Gary Osborne.

## Struttura del brano
Proveniente dall'album del 1978 A Single Man (del quale è la seconda traccia), presenta un bizzarro sound dal sapore esotico, differente dalla maggior parte delle produzioni di Elton: è ispirata dai generi musicali caraibici e potrebbe benissimo essere suonata dai mariachi. Alcuni critici hanno notato delle apparenti somiglianze con un altro brano della rockstar, Island Girl (1975, #1 USA). Elton è presente al pianoforte e persino ai cori (insieme al suo paroliere Gary Osborne). Altri musicisti messi in evidenza sono Tim Renwick (alle chitarre), Clive Franks (al basso), Steve Holly (alla batteria), Ray Cooper (alle percussioni, e quindi alla marimba) e Henry Lowther alla tromba, mentre gli arrangiamenti sono di Paul Buckmaster.

## Significato del testo
Il testo di Osborne, ambientato in Spagna, in California o nei Caraibi (come suggeriscono i primi versi) parla di un uomo che è costretto a tornare nel suo Paese abbandonando l'amore trovato in un'altra nazione, da lui definita come un paradiso; il protagonista precisa comunque che certamente rincontrerà la persona amata quando entrambi "torneranno di nuovo in paradiso". Il testo potrebbe anche basarsi su eventi reali e riguardare Elton (la sua fama negli Stati Uniti era andata affievolendosi ed egli poteva quindi ritornare nel natìo Regno Unito).

## Varie esibizioni
Return to Paradise è stata eseguita sporadicamente nel 1978 e apparve nel film di Chevy Chase Oh! Heavenly Dog insieme a Song for Guy. Fu inoltre pubblicata come singolo nei Paesi Bassi (febbraio 1979), ma non raggiunse alcuna posizione in classifica.

## Formazione
- Elton John - voce, pianoforte, cori
- Gary Osborne - cori
- Tim Renwick - chitarre
- Clive Franks - basso
- Steve Holly - batteria
- Ray Cooper - percussioni
- Henry Lowther - tromba
- Paul Buckmaster - arrangiamenti